# Lepanthes morleyi
Lepanthes morleyi là một loài thực vật có hoa trong họ Lan. Loài này được Luer & Dalström mô tả khoa học đầu tiên năm 1996.